# Rita Saglietto
Rita Saglietto (Imperia, 12 agosto 1921 – 25 dicembre 1968) è stata un'artista, pittrice, scultrice e poetessa italiana.

## Biografia
La sua attività creativa si svolse contemporaneamente nelle arti figurative e nella poesia, con esiti rilevanti e chiaramente personali in entrambe le discipline. Ad Imperia conclude gli studi classici e successivamente si trasferisce a Genova, dove si iscrive all’Accademia Ligustica delle Belle Arti e segue le lezioni di pittura tenute da Pietro Dodero. È anche allieva di Felice Casorati a Torino. Frequenta diversi pittori di origini liguri come Scanavino, Borella, Navone, Basso, Caminati, Fieschi ed altri. Espone le sue opere nella sua prima mostra a Genova nel 1947 e nel 1953 presenta una sua mostra a La Spezia, presso la Galleria Adel. Un breve viaggio a Parigi nel 1952 segna una svolta nella sua arte. Muore nel 1968, il giorno di Natale, dopo una lunga malattia.

## Arte
Pittrice che coniuga elemento naturale e interiorità. Le prime prove degli esordi risentono di uno dei suoi maestri: Felice Casorati. In seguito conquisterà una propria autonomia stilistica a si dedicherà con costanza al genere dei ritratti dai quali emerge a tratti l'influenza del post-cubismo. La sua dedizione alla ritrattistica rispecchia la sua volontà di studiare introspettivamente i suoi soggetti.
Le sue opere sono conservate in varie gallerie, sia pubbliche sia private:
- Genova Nervi, Galleria d'arte moderna;
- Firenze, Museo internazionale d'arte contemporanea;
- Pinacoteca civica di Imperia;
- Museo d’Arte Moderna, Spoleto;
- Collezione Saglietto, Imperia.

## Poesia
Si segnala due importanti raccolte postume: Poesie del 1970 Cappelli editore e Silenzi d’acque del 1972 Ceschina editore. La sua poesia risulta influenzata dalle figure di Angelo Barile e Camillo Sbarbaro.

## Mostre
- 1947- esordio nella Collettiva a Genova; partecipazione alla Mostra di Belle Arti e alla Mostra Nazionale di Pittura Femminile a Roma.
- 1948- Mostra Collettiva Isola.
- Allestimento della mostra Personali in varie città italiane
- 1955- Partecipazione alla Quadriennale di Torino
- 1951- Biennale Internazionale del Mare, Genova;
- 1964- Prima Rassegna della Pittura Ligure, Savona;
- 1970- Mostra Commemorativa presso la Civica Galleria d’Arte il Rondò, Imperia.
- Partecipazione alle mostre collettive di New York e Praga.

## Premi e riconoscimenti
- Premio Michetti, 1952 e 1955;
- Premio Marzotto, Roma 1953;
- Premio Pittura Città d'Imperia, Imperia 1965